# Ryde City
Koordinaten: 33° 49′ S, 151° 6′ O

Ryde City ist ein lokales Verwaltungsgebiet (LGA) im australischen Bundesstaat New South Wales. Ryde gehört zur Metropole Sydney, der Hauptstadt von New South Wales. Das Gebiet ist 40,48 km² groß und hat etwa 130.000 Einwohner.
Ryde liegt an der Nordseite am Ende des Hafens etwa 9 km vom Stadtzentrum entfernt. Das Gebiet beinhaltet 16 Stadtteile: Denistone, Denistone East, Denistone West, Macquarie Park, Marsfield, Meadowbank, Putney, Ryde, East Ryde, North Ryde, West Ryde, Tennyson Point und Teile von Chatswood West, Eastwood, Gladesville und Melrose Park. Der Verwaltungssitz des Councils befindet sich im Stadtteil Ryde im Süden der LGA.

## Verwaltung
Der Ryde City Council hat zwölf Mitglieder, die von den Bewohnern der drei Wards gewählt werden (je vier aus East, West und Central Ward). Diese drei Bezirke sind unabhängig von den Stadtteilen festgelegt. Aus dem Kreis der Councillor rekrutiert sich auch der Mayor (Bürgermeister) des Councils.